# Ardenna creatopus
La berta piedirosa (Ardenna creatopus Coues, 1864) è un uccello marino della famiglia dei Procellariidi originario dell'oceano Pacifico orientale.

## Descrizione

### Dimensioni
Misura 45–48 cm di lunghezza, per un peso di 576-879 g; l'apertura alare è di 109–118 cm.

### Aspetto
Le specie del genere Ardenna sorvolano gli oceani, planando così in basso che sembrano radere la superficie dell'acqua (da qui il nome comune inglese di shearwater, «taglia-acqua»). Hanno ali lunghe e sottili, che vengono generalmente utilizzate per un volo planato piuttosto che battente. La berta piedirosa ha un piumaggio dai toni spenti, prevalentemente marrone e bianco, ma con piedi e zampe color rosa pallido, ai quali la specie deve il nome. La testa e le parti superiori sono di un marrone che sfuma nel bianco sulle regioni inferiori, con fianchi e sotto-ala marezzati. Sono stati osservati individui che presentano un piumaggio più chiaro o più scuro del normale.

## Biologia
Arrivata nelle colonie riproduttive in novembre e dicembre, la berta piedirosa depone un uovo bianco all'interno di una tana tra dicembre e gennaio. Entrambi i genitori collaborano all'incubazione, dandosi reciprocamente il cambio per andare a procacciarsi il cibo. Dopo 48-56 giorni l'uovo si schiude e il pulcino imparerà rapidamente a volare, prima di lasciare il sito di riproduzione in aprile o maggio.
La berta piedirosa si alimenta in mare aperto, nuotando sott'acqua, tuffandosi in picchiata o raccogliendo le prede dalla superficie. Cattura sardine, acciughe, calamari e occasionalmente crostacei.

## Distribuzione e habitat
La berta zamperosa trascorre la maggior parte del tempo sull'oceano Pacifico orientale e si riproduce in sole tre isole: Robinson Crusoe e Santa Clara nell'arcipelago delle isole Juan Fernández e Isla Mocha al largo della costa centrale del Cile. Trascorre la stagione invernale al largo della costa occidentale del Nordamerica, ma è stata osservata anche al largo delle coste dell'Argentina e intorno ad Australia e Nuova Zelanda.
Specie pelagica, la berta piedirosa arriva a terra per riprodursi, preferendo scavare nel terreno tra la vegetazione sparsa sulle isole Juan Fernández, ma nidifica anche su creste montuose in un habitat di tipo forestale.

## Conservazione
La principale minaccia per questa specie è lo scarso successo riproduttivo dovuto alla perdita di uova e pulcini razziati da ratti, gatti, coati e cani, nonché dalla popolazione locale. Capre e conigli sono responsabili del pascolo eccessivo che porta all'erosione del suolo e alla perdita di adeguati terreni dove scavare le tane. Come molti uccelli marini, questa specie è anche minacciata dalla pesca industriale, in quanto un gran numero di esemplari rimane vittima dei palangari in ogni parte dell'areale. Anche l'inquinamento costituisce un'ulteriore minaccia.
Nel 1935 le isole Juan Fernández furono designate come parco nazionale, ma furono protette solamente a partire dal 1967. Nel 1977 il parco nazionale venne elevato a riserva della biosfera ed è attualmente entrato a far parte dei siti candidati a patrimonio dell'umanità. Il sito di nidificazione su Isla Mocha si trova in una riserva nazionale protetta dal 1998. Il governo del Cile è all'opera per cercare di migliorare l'habitat delle berte dal 1997. Il prelievo dei pulcini è illegale, ma l'applicazione della legge è debole e ulteriori sforzi sono necessari. È stata inoltre proposta la rimozione dei mammiferi introdotti.